# Watermolen van Laag-Keppel

De watermolen van Laag-Keppel is een korenmolen in Laag-Keppel. Sinds de 14e eeuw bevindt zich in het dorp een watermolen. De huidige molen is in de 19e eeuw gebouwd en was tot 1945 in bedrijf. Vanaf dat jaar verzorgde een elektromotor de aandrijving van het maalwerk. In 1968 werd een plan gemaakt om de molen, die door kanalisering van de Oude IJssel onvoldoende verval had om op waterkracht te kunnen malen, weer op de oorspronkelijke manier te laten draaien. Hiervoor werd de Follega molen, een spinnenkopmolen, uit Friesland overgebracht naar Laag-Keppel. De kleine spinnenkopmolen verlaagt het waterpeil in de molenkolk met 1,5 meter. Deze oplossing werkt wel, maar de capaciteit van deze kleine spinnenkopmolen is ontoereikend om de watermolen optimaal te laten functioneren.

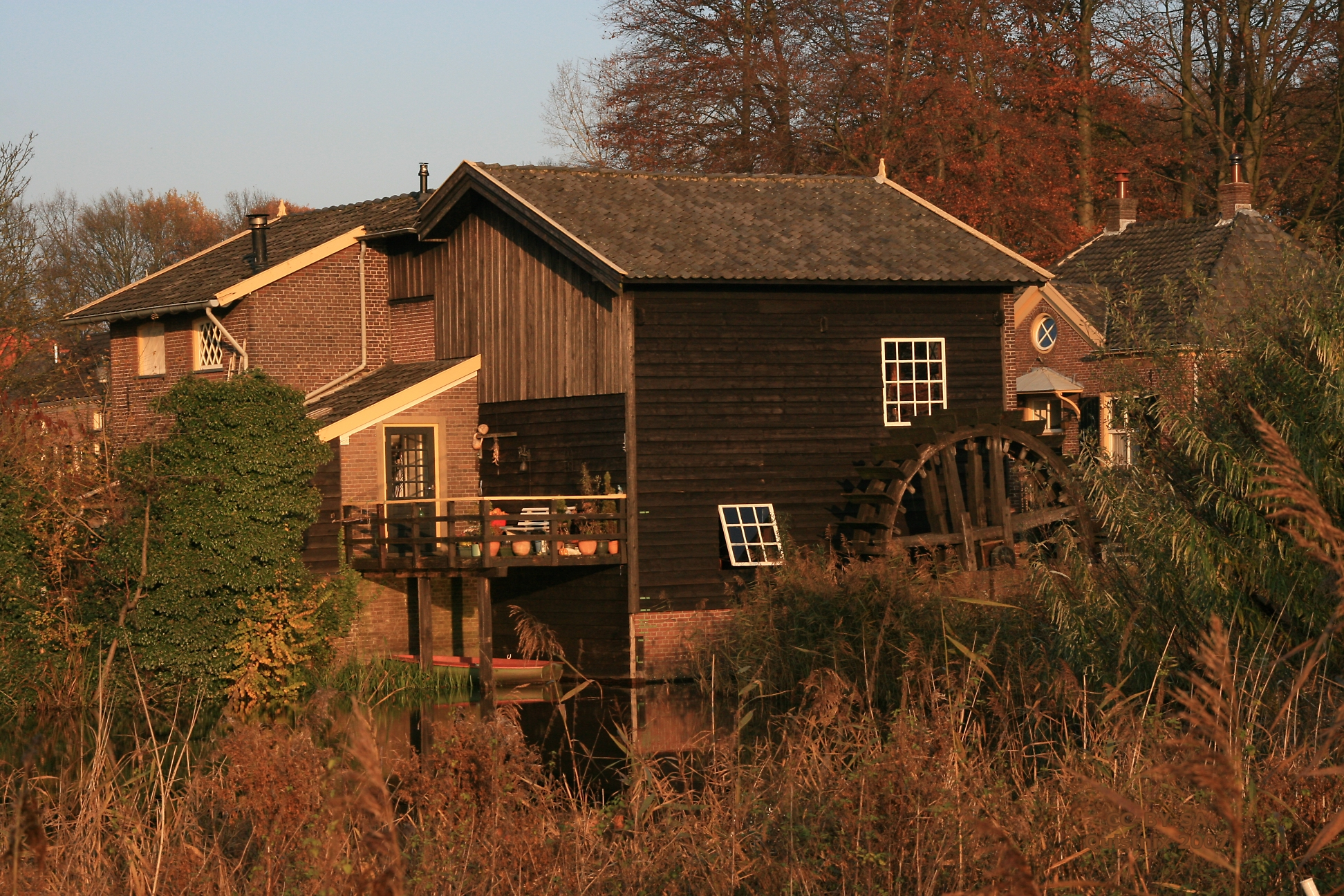
Zijaanzicht
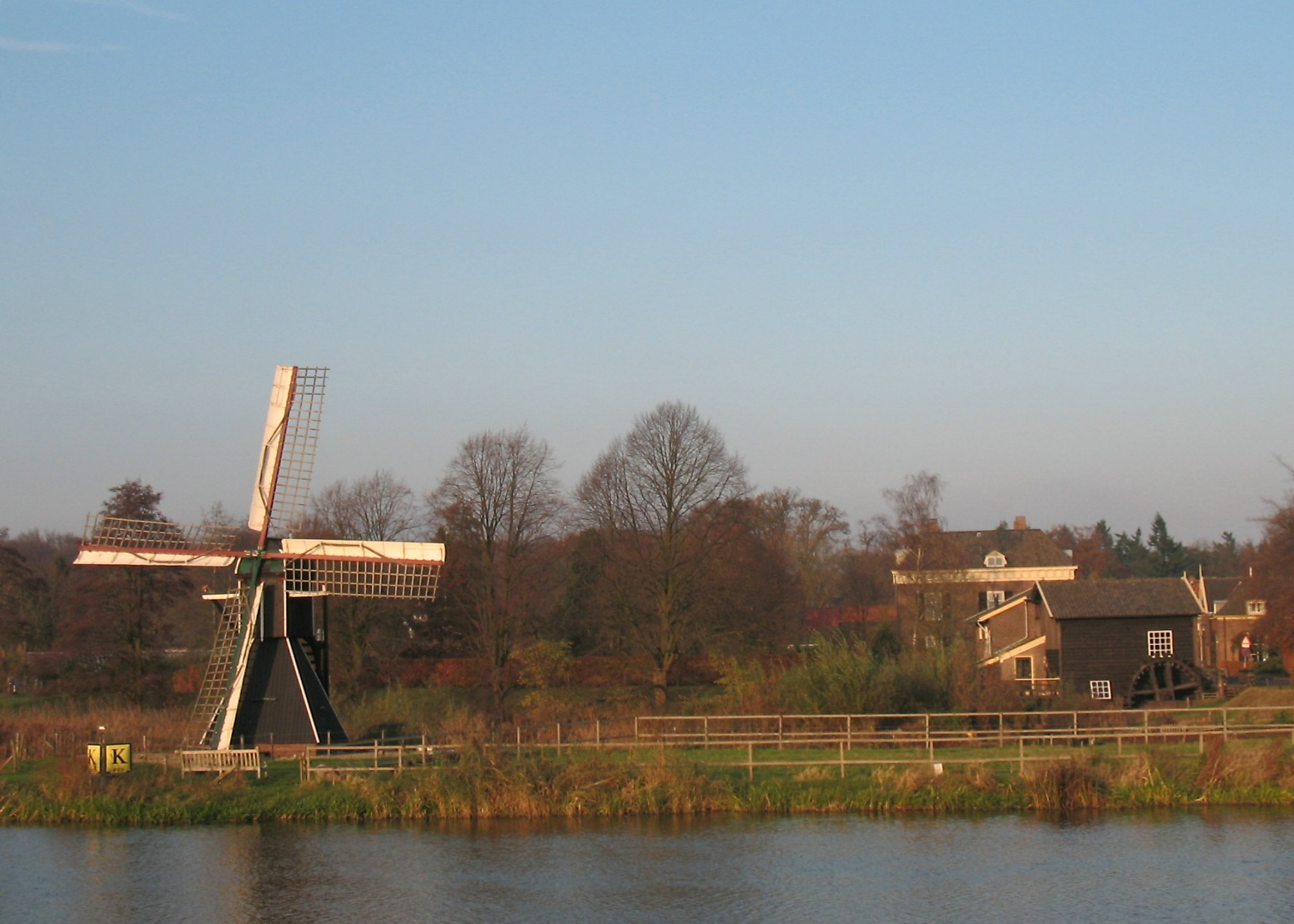
Watermolen (r) met Follega molen (l) voor het opmalen van de molenvijver
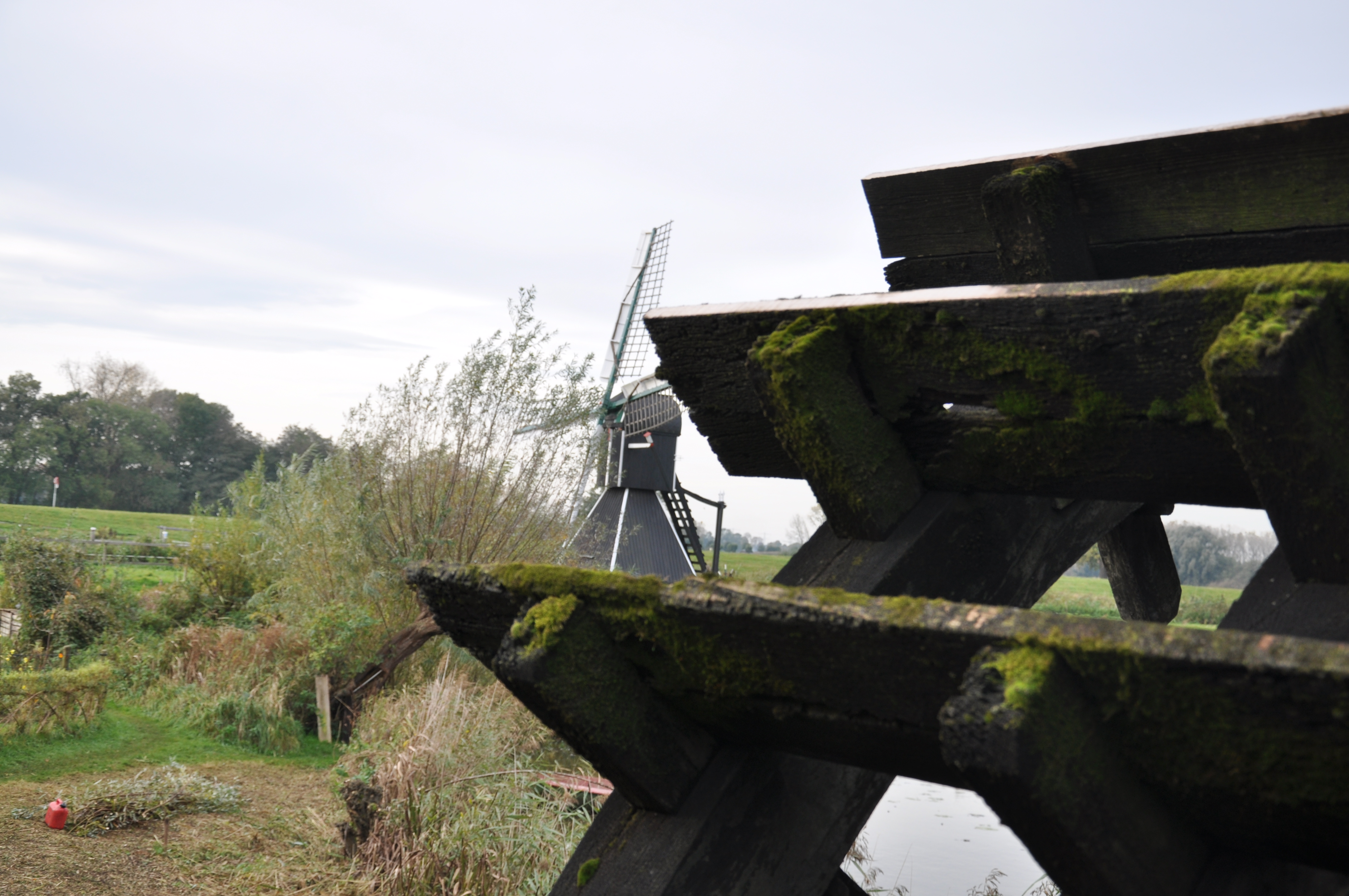
Windmolen gezien vanaf de watermolen